# مياسيات
المياسيات (الاسم العلمي: Miacoidea) تعني:("النقاط الصغيرة")، وهي فصيلة عليا شبه عرقية سابقة من الثدييات المشيمية المنقرضة التي عاشت خلال فترتي الباليوسيني والإيوسيني، أي قبل حوالي 66-33.9 مليون سنة. تم تقسيم هذه المجموعة تقليديًا إلى فصيلتين من الثدييات البدائية الآكلة للحوم : المياسية وأشباه النمس. كانت هذه الثدييات قاعدية بالنسبة لرتبة اللواحم (الآكلات اللحوم)، وهي المجموعة التاجية ضمن لاحميات الشكل.